# Argentina-Bulgária em futebol
Argentina-Bulgária em futebol refere-se ao confronto entre as seleções da Argentina e da Bulgária no futebol.

## Histórico
Histórico do confronto entre Argentina e Bulgária no futebol profissional, categoria masculino:
| Data                    | Cidade                  | Jogo                 | Resultado | Competição            |
| 30 de maio de 1962      | Rancagua Chile          | Argentina - Bulgária | 1 - 0     | Copa do Mundo de 1962 |
| 29 de março de 1978     | Buenos Aires Argentina  | Argentina - Bulgária | 3 - 1     | jogo amigável         |
| 25 de abril de 1979     | Buenos Aires Argentina  | Argentina - Bulgária | 2 - 1     | jogo amigável         |
| 9 de outubro de 1980    | Buenos Aires Argentina  | Argentina - Bulgária | 2 - 0     | jogo amigável         |
| 5 de maio de 1982       | Buenos Aires Argentina  | Argentina - Bulgária | 2 - 1     | jogo amigável         |
| 10 de junho de 1986     | Cidade do México México | Argentina - Bulgária | 2 - 0     | Copa do Mundo de 1986 |
| 30 de junho de 1994     | Dallas Estados Unidos   | Argentina - Bulgária | 0 - 2     | Copa do Mundo de 1994 |
| 14 de fevereiro de 1995 | Mendoza Argentina       | Argentina - Bulgária | 4 - 1     | jogo amigável         |
| 10 de março de 1998     | Buenos Aires Argentina  | Argentina - Bulgária | 2 - 0     | jogo amigável         |

## Estatísticas
- Atualizado até 22 de julho de 2014 [10]

| Equipe    | Jogos | Vitórias | Empates | Gols marcados |
| --------- | ----- | -------- | ------- | ------------- |
| Argentina | 9     | 8        | 0       | 18            |
| Bulgária  | 9     | 1        | 0       | 6             |

### Números por competição
| Competição    | Jogos | Vitórias da Argentina | Empates | Vitórias da Bulgária | Gols da Argentina | Gols da Bulgária |
| ------------- | ----- | --------------------- | ------- | -------------------- | ----------------- | ---------------- |
| Jogo amigável | 6     | 6                     | 0       | 0                    | 15                | 4                |
| Copa do Mundo | 3     | 2                     | 0       | 1                    | 3                 | 2                |
| Total         | 9     | 8                     | 0       | 1                    | 18                | 6                |

### Artilheiros
- Atualizado até 22 de julho de 2014

| Gols        | Argentina | Bulgária                                                             |
| ----------- | --- | -------------------------------------------------------------------- |
| 2 gols      | Daniel Passarella, Marcelo Gallardo, Roberto Osvaldo Díaz | Nasko Sirakov                                                        |
| 1 gol       | Américo Gallego, Claudio López, Gabriel Batistuta, Héctor Facundo, Jorge Burruchaga, Jorge Valdano, Oscar Ortiz, Osvaldo Ardiles, René Houseman, Santiago Santamaría, Sebastián Rambert | Hristo Bonev, Hristo Stoichkov, Nikolai Grincharov, Stoycho Mladenov |
| Gols contra | Zlatko Yankov (1) | -                                                                    |
| Total       | 18 | 6                                                                    |